# Дамьянович, Невена
Невена Дамьянович (серб. Невена Дамјановић, 12 апреля 1993, Крагуевац) — сербская футболистка, выступающая на позиции защитника за российский клуб ЦСКА и сборную Сербии.

## Карьера
В раннем детстве занималась карате. В 11 лет пришла в футбольную секцию клуба «Сушица» (Крагуевац), позднее в его составе дебютировала во взрослых соревнованиях. В 17-летнем возрасте перешла в клуб «Спартак» (Суботица), с которым стала пятикратной чемпионкой (2011—2015) и четырёхкратной обладательницей Кубка Сербии (2012—2015). В 2015 году перешла в датский клуб «Фортуна» (Йёрринг), с ним становилась победительницей (2015/16, 2017/18) и вице-чемпионкой (2016/17) чемпионата Дании. С 2018 года выступала в Португалии за «Спортинг» (Лиссабон), вице-чемпионка страны сезона 2018/19. Неоднократно принимала участие в играх еврокубков.
1 июля 2021 года перешла в московский ЦСКА, подписав долгосрочный контракт. Серебряный призёр чемпионата России 2021, 2022, 2023 и 2024 года, победительница Кубка России 2022 и 2023.
Выступала за юниорскую и молодёжную сборную Сербии. Участница финального турнира чемпионата Европы среди 19-летних 2012 года, где сыграла 3 матча и была включена в символическую сборную 22-х лучших футболисток. С 2010 года выступает за национальную сборную Сербии, сыграла более 30 матчей. Дебютный официальный матч провела 21 августа 2010 года против Северной Ирландии.

## Достижения
«Спартак»
- Чемпионка Сербии (5): 2011, 2012, 2013, 2014, 2015
- Обладательница Кубка Сербии (4): 2012, 2013, 2014, 2015

«Фортуна»
- Чемпионка Дании (2): 2016, 2018
- Обладательница Кубка Дании: 2016

ЦСКА
- Обладательница Кубка России (2): 2022, 2023